# Esko Toivonen

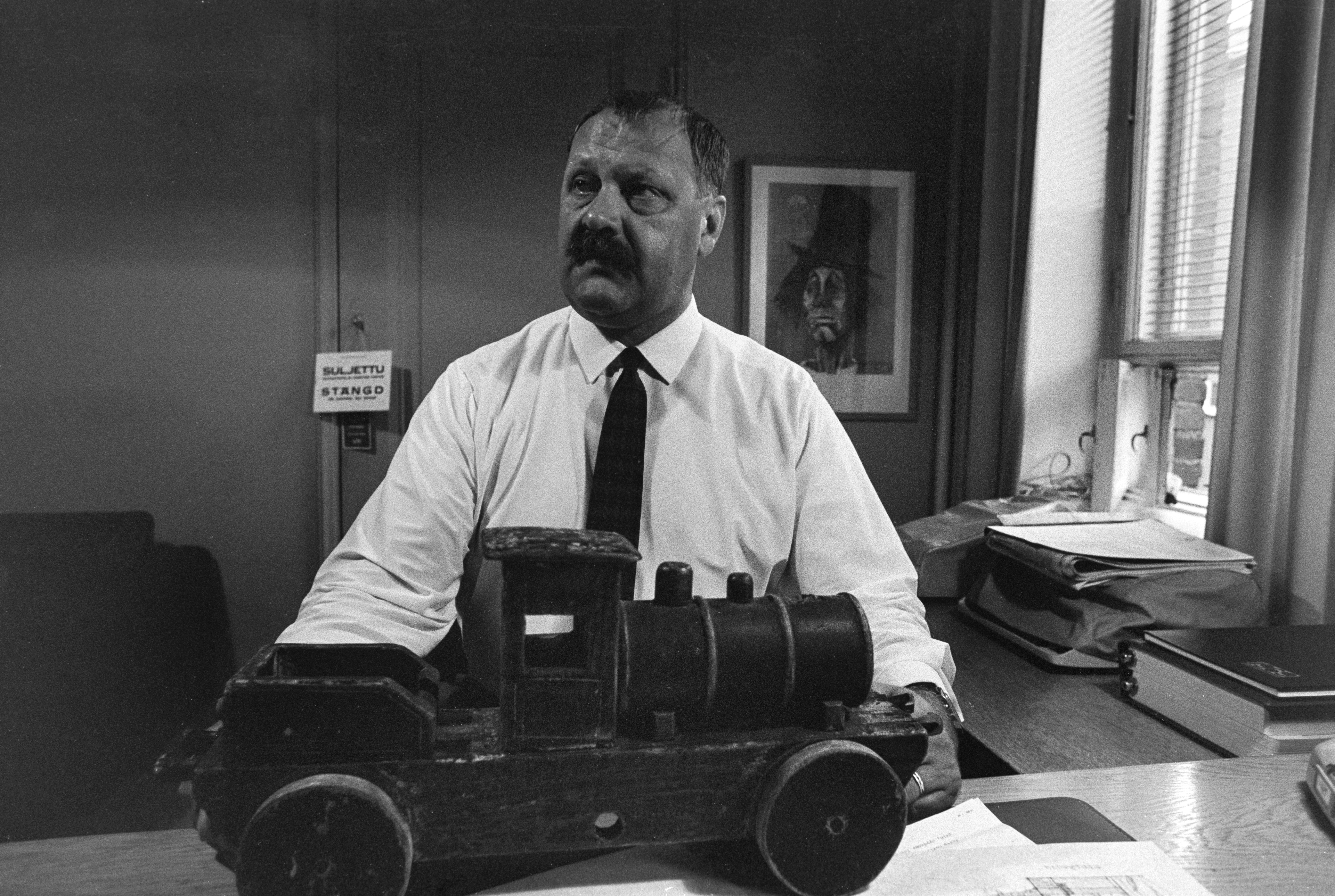
Esko Toivonen en 1969

Esko Toivonen (28 de junio de 1920 – 9 de noviembre de 1987) fue un actor, humorista y animador finlandés. Llamado el ”Buster Keaton finlandés”, utilizó el apodo artístico Eemeli.

## Biografía
Su nombre completo era Esko Olavi Toivonen, y nació en Helsinki, Finlandia. Adquirió su primera guitarra a los 14 años de edad y aprendió los principios básicos de la interpretación gracias al músico Viljo Immonen. Su carrera artística se inició durante la Segunda Guerra Mundial actuando en el frente en varios espectáculos de entretenimiento. Su apodo Eemeli nació en esa época, y se originó en unas bromas con Reino Helismaa en las que utilizaban el nombre Uuno-Eemeli (era costumbre llamar así a un hombre de corto entendimiento).
Finalizada la guerra, Toivonen trabajó como representante de joyería y viajante de comercio. Recorría Finlandia en coche acompañado de su guitarra, cantando y contando chistes en su trabajo. Su gran oportunidad llegó a mediados de la década de 1950 cuando formó un dúo con Helismaa que duró diez años. Gracias a las conexiones de este último con las industrias cinematográfica y discográfica, Eemeli debutó en el cine en 1959 con la película producida por Veikko Itkonen Suuri sävelparaati, en la que actuaba junto a Helismaa. Ese mismo año rodó para la productora Suomen Filmiteollisuus la cinta Yks’ tavallinen Virtanen, en la cual Eemeli encarnaba a Pummi. En esta película se asentaba el tipo de personaje que daría fama a Eemeli como comediante: un hombre de aspecto serio y con un habla literaria.
Su actuación en Yks’ tavallinen Virtanen llamó la atención del productor de Suomen Filmiteollisuus Toivo Särkkä, que le dio el papel principal de Oho, sanoi Eemeli, película estrenada en la primavera de 1960 y una de las más taquilleras del año. A ella siguieron Molskis, sanoi Eemeli, molskis! (1960) y ”Ei se mitään!” sanoi Eemeli (1962). Otras cintas de eso años fueron Kaks’ tavallista Lahtista (1960), Kankkulan kaivolla (1960), y las producciones de  Veikko Itkonen de 1961 Mullin mallin y Voi veljet, mikä päivä!. Aunque la crítica no apreciaba sus comedias, al público sí le gustaba Eemeli. Sin embargo, en 1963 su carrera en el cine se vio afectada por la huelga de actores que paralizó la industria cinematográfica finlandesa durante varios años.
Además de rodar películas, Eemeli y Helismaa viajaban por todo el país utilizando el nombre artístico ”Eemelin saunailta”, haciendo también una pequeña gira por Europa. Tras fallecer Helismaa en 1965 Eemeli se emparejó con Toivo ”Topi” Gerdt. Actuaron juntos en televisión, entre otras actividades. En la década de 1970 Eemeli actuó a menudo acompañado por el acordeonista Reino Markkula. Eemeli actuó también en la radio y en comerciales de la empresa Mallasjuomat Oy. En el año 1967 publicó un libro titulado Eemelin hätäopas eli Välttämätön kirja kaikille jotka käyttävät käymälää.
Junto a Esa Pakarinen lanzó en 1972 el álbum Esa & Eemeli. Ese mismo año ambos hicieron una gira por Estados Unidos, donde actuaron para los finlandeses con residencia en ese país. En 1980 actuó en la película de Spede Pasanen Tup-akka-lakko, así como en el programa Syksyn Sävelien satoa, en el cual interpretó la canción ”Mulla menee hitaasti”. 
Por su trayectoria, Eemeli fue premiado en el año 1984 con la concesión de una pensión estatal para artistas. Esko Toivonen pasó los últimos años de su vida a caballo entre Florida, donde residía en verano, y Finlandia. Falleció en el año 1987 en Helsinki, Finlandia.

## Filmografía (selección)
- 1959 : Suuri sävelparaati
- 1959 : Yks’ tavallinen Virtanen
- 1960 : Oho, sanoi Eemeli
- 1960 : Kaks’ tavallista Lahtista
- 1960 : Kankkulan kaivolla
- 1960 : Molskis, sanoi Eemeli, molskis!
- 1961 : Mullin mallin
- 1961 : Voi veljet, mikä päivä!
- 1962 : ”Ei se mitään!” sanoi Eemeli
- 1980 : Tup-akka-lakko

## Actor de voz
- 1967 : El libro de la selva

## Discografía

### Singles
- 1959 : Oho, sanoi Eemeli / Taas Rovaniemen markkinoilla (Rytmi R 6386)
- 1960 : Humppafoksi / Sahara (Rytmi R 6418)
- 1961 : Tanssit Tippavaarassa (Rytmi R 6465)
- 1962 : Syntymäpäivät Tippavaarassa / Tippäjärven vesj (Rytmi R 6496)
- 1962 : Tukkijätkän twist / Susijahti (Rytmi R 6510)
- 1962 : Saukkosen avioero (Rytmi R 6524)
- 1963 : Eemelin saunassa / Onko sulla sellaista (Fontana 271560)
- 1964 : Humppa humppa humppa tättärää / Palokuntajuhlat (Rytmi R 6546)
- 1964 : Eemeli ja torvi (Rytmi R 6551)
- 1966 : Eemeli ja Severi / Eemelin heilat (Rytmi R 6563)
- 1967 : Kovat paikat 1 / Kovat paikat 2 (Rytmi R 6572)
- 1968 : Mustalaisromanssi / Tytön tavarat (Rytmi RM 101)
- 1970 : Syntymäpäivät / Vähän ennen kymmentä (Odeon 5E 006 34233)
- 1971 : Vaarin luona / Myyrä (Odeon 5E 006 34413)
- 1980 : Mulla menee hitaasti / Sisään vaan (JP-Musiikki JPS 1031)

### EP, s
- 1958 : Eemelin Eepee (Rytmi RN 4158)
- 1959 : Kolme Eemeliä (Rytmi RN 4166)
- 1960 : Oho, sanoi Eemeli (Rytmi RN 4210)
- 1960 : Kotimaisia elokuvasävelmiä 4: Kankkulan kaivolla (Rytmi RN 4216)
- 1960 : Repe & Eemeli (Rytmi RN 4220)
- 1962 : Huumoria: Repe & Eemeli (Rytmi RN 4241)
- 1962 : Huumoria 2: Repe & Eemeli (Rytmi RN 4250)

### Álbumes
- 1966 : Eemeli (Sävel SÄLP 630)
- 1970 : Eemeli Pinnalla (Columbia 5E 06234097)
- 1972 : Esa & Eemeli (Rytmi RILP 7092)
- 1972 : Eemelin joulukierre (Odeon 5E 05434730)
- 1981 : Eemeli (Mars MK 166)
- 2002 : 20 suosikkia – Oho! sano Eemeli
- 2010 : Tangolla päähän – Kootut levytykset 1970–1972[4][5]